# Anthony Sweijs
Anthony Ahasuerus Hendrik Sweijs (født 12. juli 1852 i Amsterdam, død 30. september 1937 i Rotterdam) var en hollandsk skytte, som deltog i OL 1900 i Paris.
Sweijs deltog ved OL i 50 m pistol individuelt og som en del af det hollandske hold. Individuelt blev han nummer tyve og sidst med 310 point. Resultaterne fra den individuelle konkurrence udgjorde også holdkonkurrencen, hvor fem skytter fra hver nation deltog. Her kom Sweijs sammen med Solko van den Bergh, Henrik Sillem, Antoine Bouwens og Dirk Boest Gips på en tredjeplads med 1876 point efter Schweiz (2271 point) og Frankrig (2293 point), mens Belgien blev nummer fire (1823 point).